# Хориспора Бунге
Хориспора Бунге (лат. Chorispora bungeana) — вид многолетних травянистых растений рода Хориспора (Chorispora) семейства Капустные (Brassicaceae).
Вид назван в честь немецко-русского ботаника Александра Андреевича Бунге.

## Ботаническое описание
Многолетнее травянистое растение, до 10 см высотой. Стебель укороченный, из розетки продолговатых крупнозубчатых листьев выходит несколько цветоносов с одиночными цветками на верхушки. Строение цветка: чашелистиков и лепестков по четыре, тычинок шесть (2 из них короткие), пестик с коротким столбиком и продолговатой двухгнёздной завязью. Окраска: яркие фиолетово-пурпуровые или розоватые, до 2 см длиной и около 1 см шириной.
Цветёт с мая по июль, плодоносит с конца июня.

## Распространение
Типичный высокогорный вид. Встречается в Казахстане и Западной Сибири на Алтае и во всех остальных горных системах, расположенных к югу от него. Растет на сырых щебнистых и каменистых склонах, по зарастающим древним моренам и альпийским лужайкам.

## Хозяйственное значение и применение
Может использоваться в качестве декоративного растения.

## Классификация

### Таксономия[1]
Chorispora bungeana Fisch. & C.A.Mey., 1841, Enum. Pl. Nov. 1: 96
Вид Хориспора Бунге относится к роду Хориспора (Chorispora) семейства Капустные (Brassicaceae) порядка Капустоцветные (Brassicales). Кладограмма в соответствии с Системой APG IV по состоянию на июнь 2023 года:
|  |                                      |  |                                   |                                   |                     |  | ещё 16 семейств | ещё 16 семейств |                 |  |  |  | еще 12 подтвержденных видов |
|  |                                      |  |                                   |                                   |                     |  | ещё 16 семейств | ещё 16 семейств |                 |  |  |  | еще 12 подтвержденных видов |
|  |                                      |  |                                   | порядок Капустоцветные            |                     |  |                 |                 | род Хориспора   |  |  |  |                             |
|  |                                      |  |                                   | порядок Капустоцветные            |                     |  |                 |                 | род Хориспора   |  |  |  |                             |
|  | отдел Цветковые, или Покрытосеменные |  |                                   |                                   | семейство Капустные |  |                 |                 | Хориспора Бунге |  |  |  |                             |
|  | отдел Цветковые, или Покрытосеменные |  |                                   |                                   | семейство Капустные |  |                 |                 |                 |  |  |  |                             |
|  |                                      |  | ещё 63 порядка цветковых растений | ещё 63 порядка цветковых растений |                     |  |                 | ещё 354 рода    | ещё 354 рода    |  |  |  |                             |
|  |                                      |  |                                   | ещё 63 порядка цветковых растений |                     |  |                 |                 | ещё 354 рода    |  |  |  |                             |